# Staatsregeling 1798

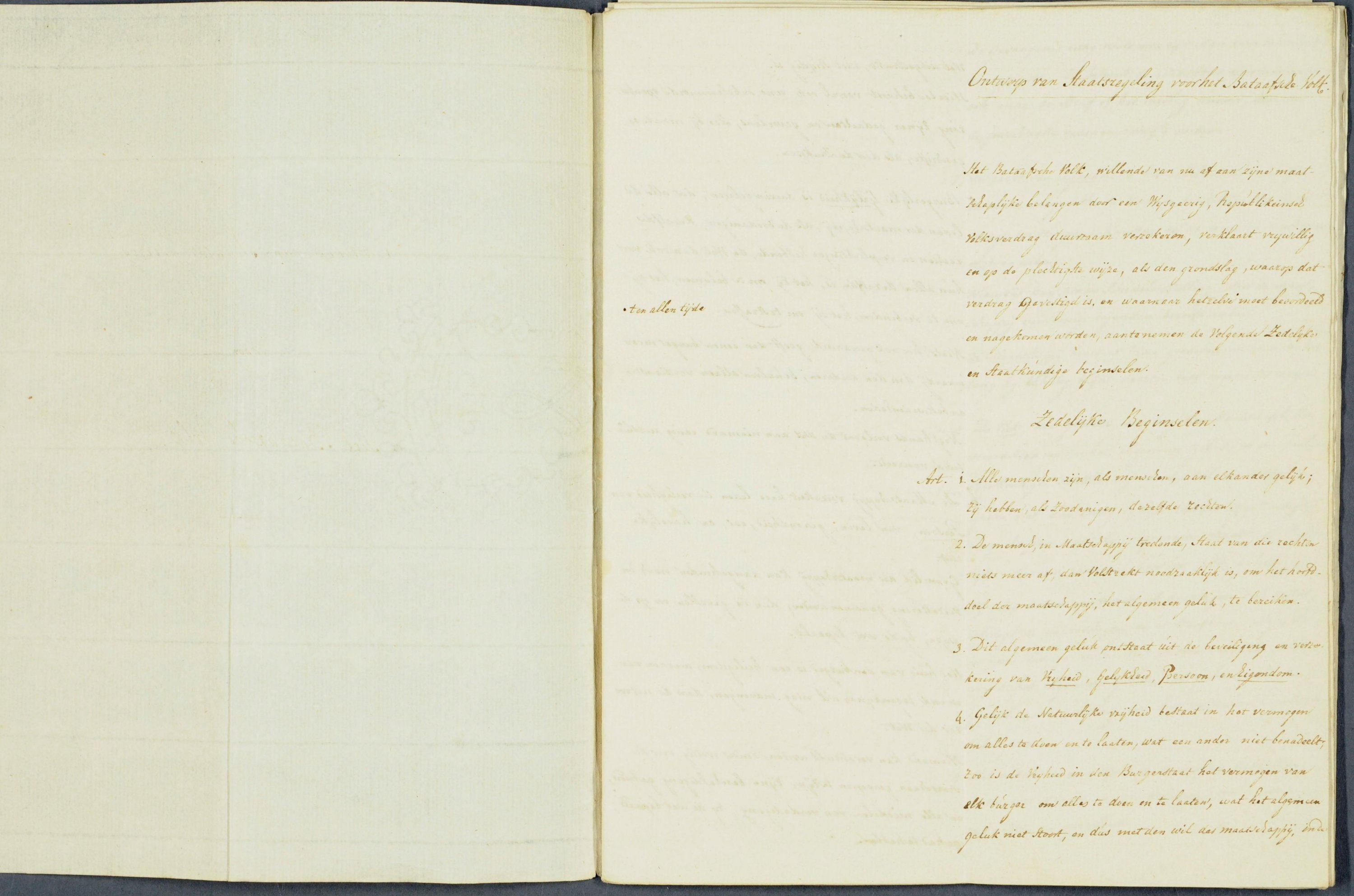
Staatsregeling voor het Bataafsche Volk

Schematisch overzicht van het staatsbestel als beschreven in de Staatsregeling 1798. Aantallen gebaseerd op de huidige Nederlandse bevolking (CBS 2020).

De Staatsregeling 1798, officieel de Staatsregeling voor het Bataafsche Volk, was de constitutie die in 1798 werd aangenomen en van kracht werd voor de Bataafse Republiek. Deze Staatsregeling van 1798 wordt ook wel beschouwd als de eerste Nederlandse grondwet. Ze verving de Unie van Utrecht (1579), die nooit als "grondwet" van de latere Republiek der Zeven Verenigde Nederlanden was bedoeld, maar in de praktijk wel ongeveer zo functioneerde.

## Geschiedenis
Na de Bataafse Revolutie van 1795 die een einde maakte aan het stadhouderlijk stelsel, kwam op 1 maart 1796 de Nationale Vergadering bijeen. Volgens het toen geldend verklaarde Reglement van de Staten-Generaal van 30 december 1795 diende binnen twee weken een grondwetscommissie tot stand te komen die zes maanden de tijd zou krijgen om een grondwet te ontwerpen en aan de vergadering voor te leggen. Deze zogenaamde eerste constitutiecommissie werd ook metterdaad ingesteld en ontwierp een plan van Constitutie 1796 dat op 10 november 1796 aan de vergadering werd voorgelegd. In een referendum (dat is: in de grondvergaderingen) van 8 augustus 1797 werd dit plan met overgrote meerderheid verworpen waarop een tweede Nationale Vergadering op 1 september 1797 bijeenkwam en een tweede constitutiecommissie werd ingesteld. Deze commissie bereidde een staatsregeling voor die echter door de historische gebeurtenissen werd ingehaald en haar werk niet kon afmaken. Op 22 januari 1798 vond namelijk een staatsgreep plaats en vormde zich de Constituerende Vergadering en werd de tweede commissie ontbonden. Op 22 januari 1798 werd een derde constitutiecommissie ingesteld die de zogenaamde Staatsregeling van 1798 ontwierp. Deze werd op 23 april in een volksreferendum aangenomen, op 1 mei 1798 afgekondigd en trad op 4 mei 1798 in werking. Met de Staatsregeling van 1801 kwam deze weer te vervallen.